# Mark Titus
Mark Titus (* 25. Juni 1987 in Brownsburg, Indiana) ist ein US-amerikanischer Basketballspieler der Ohio State University.
Obwohl er ein sogenannter Walk-on ist, der kein Stipendium erhielt und nur ein bis zwei Minuten pro Spiel auf dem Feld steht, ist er sehr bekannt und populär aufgrund seines Blogs "Club Trillion".

## Karriere
Titus begann im Herbst 2006 an der Ohio State University zu studieren. Er übernahm auch gleichzeitig die Position des Team-Managers der Basketballmannschaft. Da Greg Oden aufgrund einer Operation am rechten Handgelenk pausieren musste, und die Buckeyes nur 9 einsatzfähige Spieler im Kader hatten, wurde Titus am Anfang der Saison 2006/07 in den Kader berufen, um für die Mannschaft einen regulären Trainingsablauf zu garantieren.
Er wird meistens immer dann eingesetzt, wenn das Spiel schon längst entschieden ist und spielte in seinen vier Jahren in der Mannschaft durchschnittlich 1,4 Minuten pro Spiel in 32 Spielen.
Titus ist mittlerweile trotz seiner geringen Einsatzzeit zu einem Publikumsliebling geworden und wird sogar von gegnerischen Fans und den Gegnern bejubelt.

## Club Trillion
Seine Bekanntheit erlangte Titus jedoch abseits des Basketballfeldes, durch seinen Blog "Club Trillion", welcher im Januar 2010 die Marke von 2 Millionen Besuchern überschritten hat. Der Name weist auf eine "Spezialität" Titus’ hin; eine "Trillion" erzielt man, indem man im Spiel eine Minute spielt und sonst keine weiteren Statistiken verbucht, da so auf der Anzeigetafel eine 1 gefolgt von 21 Nullen steht. In seinem Blog präsentiert er Hintergrundgeschichten rund um sein Leben als Basketballer. Und beschreibt sein alltägliches Leben als selten eingesetzter Bankspieler seiner Mannschaft.
Zudem nutzte er den Blog, um sich offiziell für die NBA-Draft anzumelden, wurde jedoch – als erster Spieler überhaupt – dazu aufgefordert, seine Anmeldung zurückzuziehen. Er und sein Blog erschienen bereits mehrmals auf dem Sportsender ESPN, sogar die renommierte NY Times widmete ihm einen Artikel.
Nach seinem Studium veröffentlichte Titus das Buch "Don't Put Me In, Coach: My Incredible NCAA Journey from the End of the Bench to the End of the Bench" Das Werk enthält Anekdoten, die er bisher aufgrund des strengen Regelwerkes der NCAA nicht preisgeben durfte.